# Bénédicte Zimmermann
Bénédicte Zimmermann (geboren 1965 in Mulhouse, Frankreich) ist eine französische Soziologin. Von 2005 bis 2010 war sie Leiterin der Fakultät Soziologie, Psychologie und Sozialanthropologie an der École des hautes études en sciences sociales (EHESS) in Paris. Seit 2007 ist sie dort Directrice d’études (Lehrstuhlinhaberin). Sie forscht vor allem über die individuellen, gesellschaftlichen und ökologischen Auswirkungen der Arbeit.

## Wissenschaftlicher Werdegang

### Ausbildung
Zimmermann studierte Geschichte und Politikwissenschaften an der Université Paris 1 Panthéon-Sorbonne und am Institut d’études politiques de Paris. 1996 wurde sie in Politischer Soziologie am Institut d’´études politiques de Paris promoviert mit dem Thema „La constitution du chômage en Allemagne“ (Arbeitslosigkeit in Deutschland).

### Wissenschaftliche Karriere in Frankreich
Von 1991 bis 2013 war Zimmermann assoziierte Wissenschaftlerin der Institutions et dynamiques historiques de l’economie (IDHE). Von 1993 bis 1995 arbeitete sie als freiberufliche Lehrkraft an der Ecole de masso-kinesitherapie des internationalen Universitätskrankenhauses in Paris. 1995 ging sie nach Straßburg, um dort als Gastdozentin bis 1997 am Institut d’études politiques zu unterrichten.
Von 1999 bis 2013 war sie Mitglied des Conseil national des universites für die 19. Sektion „Soziologie und Demografie“.
2003 beurteilte sie im Namen der Agence nationale de la Recherche (ANR) Forschungsprojekte. Von 2020 bis 2023 war sie Mitglied des wissenschaftlichen Beirats der ANR SQUAPIN.
Seit 2018 ist sie Mitglied des wissenschaftlichen Beirats des Plan d‘Investissements dans les Competences des französischen Arbeitsministeriums.
An der EHESS in Paris begann sie zunächst 1998 als Konferenzleiterin, eine Aufgabe, die sie bis 2007 wahrnahm. Seit 1999 ist sie Mitglied des pädagogischen Beirats und für die Betreuung von Doktoranden und Masterabsolventen in Soziologie zuständig. 2001 wurde sie zum Mitglied des Verwaltungsrates gewählt. 2005 bis 2010 war sie Mitglied des wissenschaftlichen Beirats. Parallel dazu war sie von 2005 bis 2016 Mitverantwortliche für die Masterspezialisierung „Arbeit, Technik und Gesellschaft“. Von 2006 bis 2011 war sie Mitglied des Comitee technique paritaire d‘etablissement, von 2013 bis 2017 Mitglied des Verwaltungsrates der Fondation France-Japon. Von 2005 bis 2010 war sie Leiterin der Abteilung Soziologie, Psychologie und Sozialanthropologie. Seit 2007 ist sie an der EHESS Directrice d’Etudes.
Von 2006 bis 2015 war sie Mitglied des Lenkungsgremiums und von 2011 bis 2015 Jurymitglied des Prix de these des Centre interdisciplinaire d’etudes et des recherches sur l’Allemagne (CIERA).
Von 2012 bis 2015 leitete Zimmermann das Centre Georg Simmel, ein Institut der EHESS, mit dem Forschungsschwerpunkt „Deutsch-französische Forschungen im Bereich Sozialwissenschaften“. Seit 2015 koordiniert sie eine zweite Forschungsrichtung am Centre Georg Simmel, die „Arbeit, Handlungsfähigkeit und Lebensläufe“ zum Thema hat.

### Wissenschaftliche Aktivitäten in Deutschland
Zwischen 2002 und 2021 war Zimmermann Mitglied in diversen wissenschaftlichen Beiräten, nämlich der Gesellschaft für Unternehmensgeschichte, des Instituts für Sozialforschung in Frankfurt am Main, des Centre Marc Bloch in Berlin, wo sie auch Vizepräsidentin war, und des Soziologischen Forschungsinstitut Göttingen.
Von 2007 bis 2011 war sie Mitglied der Kommission für post-doktorale Stipendien der Clemens Heller Fellowships.
Seit 2010 war sie Fellow und ist seit 2015 Permanent Fellow am Wissenschaftskolleg zu Berlin. Dort initiierte sie 2018 zusammen mit Andreas Eckert das Forschungsnetzwerk „Working Futures“, das sie bis heute zusammen mit Lisa Herzog leitet.
Im Wintersemester 2022/2023 hatte sie die „Alfred Grosser-Gastprofessur für Bürgergesellschaftsforschung“ an der Goethe-Universität Frankfurt am Main inne. Ihre öffentliche Vorlesung hielt sie zum Thema „Lebenslange Weiterbildung: Gesellschaftliche, betriebliche oder individuelle Verantwortung? Ein deutsch-französischer Vergleich.“

### Publizistin
Lange Jahre engagierte sich Zimmermann in den Redaktionen soziologischer Fachzeitschriften. Nachdem sie von 2005 bis 2012 beim European Journal of Sociology (Europäische Zeitschrift für Soziologie) und 2011 bis 2015 beim Gouvernement et action publique (Regierung und öffentliches Handeln) mitgearbeitet hat, war sie von 2010 bis 2021 Mitglied des Redaktionsteams der Zeitschrift Sociologie du Travail (Soziologie der Arbeit).
Seit 2003 ist sie Mitglied des Sammlungsausschusses von Raisons pratiques (Praktische Gründe), einer Zeitschrift, die von der EHESS herausgegeben wird. Von 2003 bis 2015 verantwortete sie mit Herve Joly, Jay Rowell und Michael Werner die Sammlung Dialogiques (Dialogisches), die vom Maison des Sciences de l’Homme (MSH), einem Pariser Institut für Humanwissenschaften, herausgegeben wird.

## Forschung und wissenschaftliche Positionen
Ihre ersten Arbeiten befassten sich mit der Sozialgeschichte des öffentlichen Handelns. Bekannt wurde sie mit ihren vergleichenden Forschungen zu den Sozialstaaten Frankreich und Deutschland.
Anschließend leitete sie eine Reihe von Untersuchungen, auf deren Grundlage sie eine Soziologie der Flexibilität entwickelte: Untersuchungen zur Reform der Arbeitslosenversicherung, zu Arbeitgeberzusammenschlüssen, zur Weiterbildung, zur Personalpolitik, zum Management von Unternehmen, zur beruflichen Entwicklung und zu den Lebensläufen von Arbeitnehmern. Das Besondere an ihrem soziologischen Ansatz ist, dass sie drei Analyseebenen zusammenbringt: die Ebene der öffentlichen Politik und der institutionellen Vorgaben, die Ebene der Organisationen und schließlich die Ebene der individuellen Biografien. Eine Umsetzung dieses Ansatzes findet sich in ihrer Abhandlung über die Arbeit, „Ce que travailler veut dire. Une sociologie des capacités et des parcours professionnels“ (Was Arbeit bedeutet. Eine Soziologie der Fähigkeiten und Berufswege).
Ihre wichtigsten theoretischen und epistemologischen Beiträge betreffen die Sozialgeschichte der öffentlichen Aktion, die mit Michael Werner entwickelte histoire croisée als Antwort auf die blinden Flecken des Vergleichs und der Transferstudien, schließlich die Soziologie der Fähigkeiten und der Handlungsmacht, die ausgehend von einer kritischen Lektüre der Arbeiten von Amartya Sen konzipiert wurde. Ihre jüngsten Arbeiten fragen nach den Bedingungen der Möglichkeit eines kritischen Pragmatismus als Beitrag zur Gesellschaftskritik.

## Veröffentlichungen (Auswahl)
Gemäß rechercheGate hat Zimmermann eine Vielzahl von Texten veröffentlicht, die häufig gelesen und zitiert werden:
Monografien
- Les sciences sociales à l’épreuve de l’action. Le savant, le politique et l’Europe. Maison des Sciences de l’Homme, Paris 2004.
- La constitution du chômage en Allemagne. Entre professions et territoires. Maison des Sciences de l’Homme, Paris 2001. Deutsche Übersetzung 2006.
- Ce que travailler veut dire. Une sociologie des capacités et des parcours professionnels. Economica, Paris 2011. 2e éd. 2014.

Herausgeberschaften
- mit Claude Didry, Peter Wagner (Hrsg.): Le travail et la nation. Histoire croisée de la France et de l'Allemagne. Maison des Sciences de l'Homme, Paris 1999. Deutsche Übersetzung 2000.
- mit Michael Werner (Hrsg.): De la comparaison à l’histoire croisée. Seuil, Paris 2004.

Artikel
- mit Michael Werner: Vergleich, Transfer, Verflechtung. Der Ansatz der Histoire croisée und die Herausforderung des Transnationalen. In: Geschichte und Gesellschaft. Band 28, 2002, ISSN 0340-613X, S. 607–636.
- Éléments pour une socio-histoire des catégories de l’action publique (Elemente für eine Sozialgeschichte der Kategorien des öffentlichen Handelns). In: Pascale Laborier, Danny Trom (Hrsg.): Historicités de l’action publique. 2003, S. 241–245 (französisch).
- mit Michael Werner: Beyond comparison: Histoire croisée and the challenge of reflexivity (Jenseits des Vergleichs: Histoire croisée und die Herausforderung der Reflexivität). In: History and Theory. Band 45, Nr. 1, 2006, ISSN 1468-2303, S. 30–50 (englisch).
- Pragmatism and the capability approach. Challenges in social theory and empirical research (Pragmatismus und der Capability-Ansatz. Herausforderungen in der Sozialtheorie und empirischen Forschung). In: European Journal of Social Theory. Band 9, Nr. 4, 2006, ISSN 1368-4310, S. 467–484 (englisch).
- La liberté au prisme des capacités. Amartya Sen au-delà du libéralisme. In: Raisons pratiques. Band 18, 2008, S. 333.
- Ferdinand Tönnies, sociologue empiriste. In: Actes de la recherche en sciences sociales. Band 188, Juni 2011, S. 44–53.
- Capabilities and Human Ressources. In: International Journal of Manpower. Band 34, Nr. 4, 2013, S. 133. (eds avec Dilip Subramanian, Joan Miquel Verd et Josiane Vero).
- mit Anthony Glinoer, Walburga Hülk: Cultures de la créativité. Bohème historique et précarités contemporaines / Kulturen des Kreativen. Von der historischen Bohème zur Kreativgesellschaft. trivium 18/2014, abgerufen am 17. Juni 2023 (französisch, deutsch).
- Sociology of Valuation and Evaluation. In: Human Studies. Band 38, Nr. 1, 2015. (eds avec Daniel Cefaï, Martin Endreß et Stefan Nicolae).
- Participer. Pour quoi faire? In: Sociologie du travail. Band 57, Nr. 1, 2015. (eds avec Anni Borzeix et Julien Charles).
- From Critical Theory to Critical Sociology. Capability and the Assessment of Freedom. In: Critical Sociology. 2017.